# Currás (Boimorto)
Currás (en gallego y oficialmente, Os Currás) es un lugar español situado en la parroquia de Cardeiro, del municipio de Boimorto, en la provincia de La Coruña, Galicia.

## Demografía
| Gráfica de evolución demográfica de Currás entre 2000 y 2018 |
|                                                              |
| Datos según el nomenclátor publicado por el INE.             |